# 아치 한 (배우)
아치 한(Archie Hahn, 1941년 11월 1일 ~ )은 미국의 배우이다.
로스앤젤레스에서 태어났다.

## 출연 작품
- 엑스 (2014년) - 척 역
- 앨빈과 슈퍼밴드 2 (2009년)
- 신나는 동물농장 (2006년)
- 치킨 리틀 (2005년)
- 게스 후? (2005년)
- 노바디 노우스 애니씽! (2003년) - 유스 리더 역
- 루니 툰 - 백 인 액션 (2003년)
- 스몰 솔저 (1998년)
- 닥터 두리틀 (1998년)
- 에이리언 4 (1997년)
- 마티니 (1993년)
- 마샬의 환상모험 (1991년) - 미스터 래드포드 역
- 그렘린 2 - 뉴욕 대소동 (1990년)
- 미져리 (1990년)
- 폴리스 아카데미 5 - 마이애미 비치 임무 (1988년)
- 이너스페이스 (1987년)
- 백만장자 브루스터 (1985년)
- 이것이 스파이널 탭이다 (1984년)
- 미트볼 2 (1984년)
- 아름다운 날들 (1982년)
- 캐논볼 (1976년)
- 선샤인 보이 (1975년)
- 천국의 유령 (1974년)

### 텔레비전
- Once and Again (2000-01)